# 3419 Guth
3419 Guth eller 1981 JZ är en asteroid i huvudbältet som upptäcktes den 8 maj 1981 av den slovakiske astronomen L. Brožek vid Kleť-observatoriet. Den har fått sitt namn efter den slovakiske astronomen Vladimír Guth.
Asteroiden har en diameter på ungefär 34 kilometer och den tillhör asteroidgruppen Ursula.